# Laziště (Pertoltice)
Laziště (německy Lazist) je malá vesnice, část obce Pertoltice v okrese Kutná Hora. Nachází se asi dva kilometry jihozápadně od Pertoltic. Prochází tudy železniční trať Čerčany – Světlá nad Sázavou.
Laziště leží v katastrálním území Laziště u Pertoltic o rozloze 2,08 km².

## Historie
První písemná zmínka o vesnici pochází z roku 1379.

## Fotogalerie

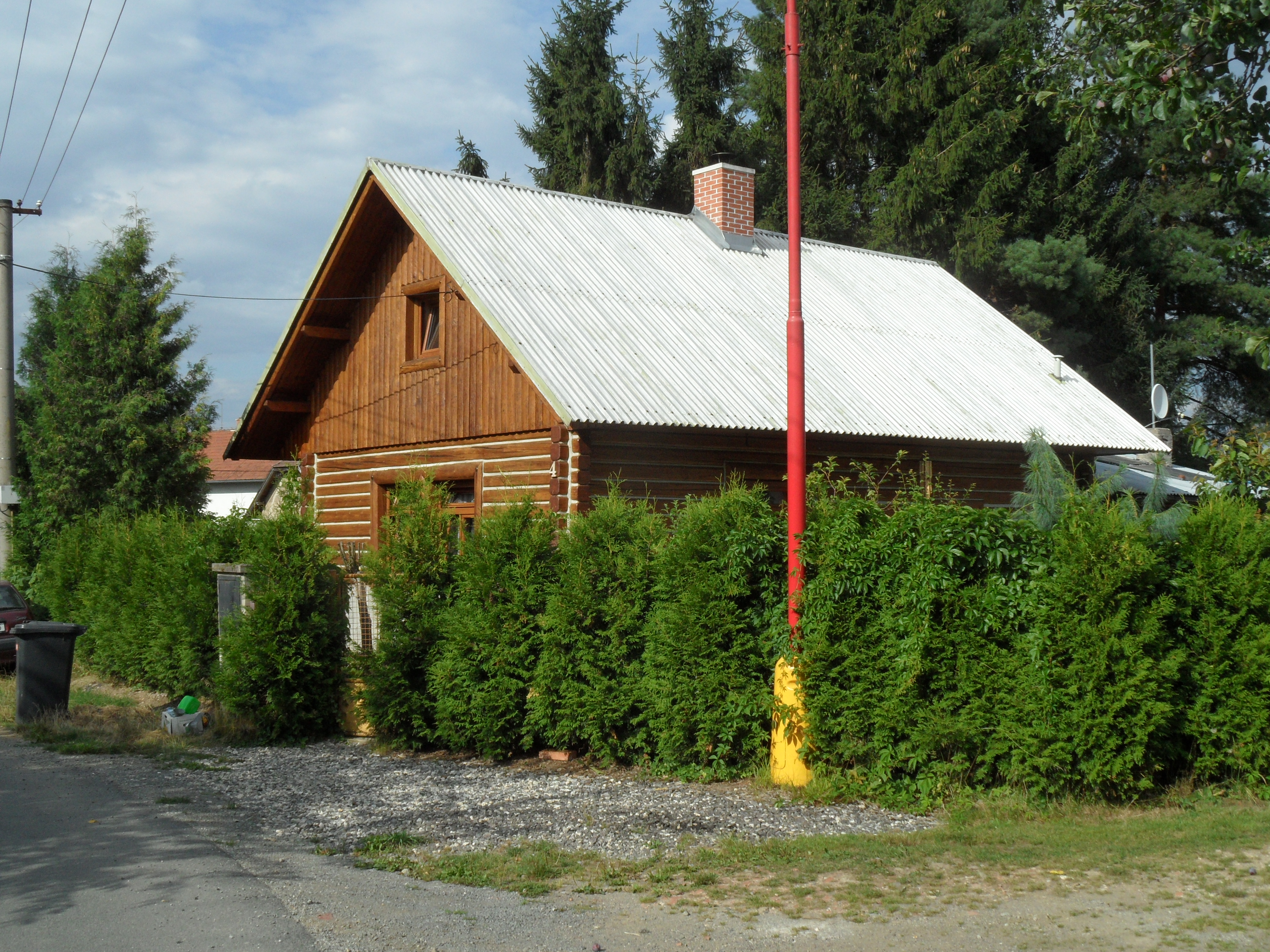
Srub u hlavní silnice
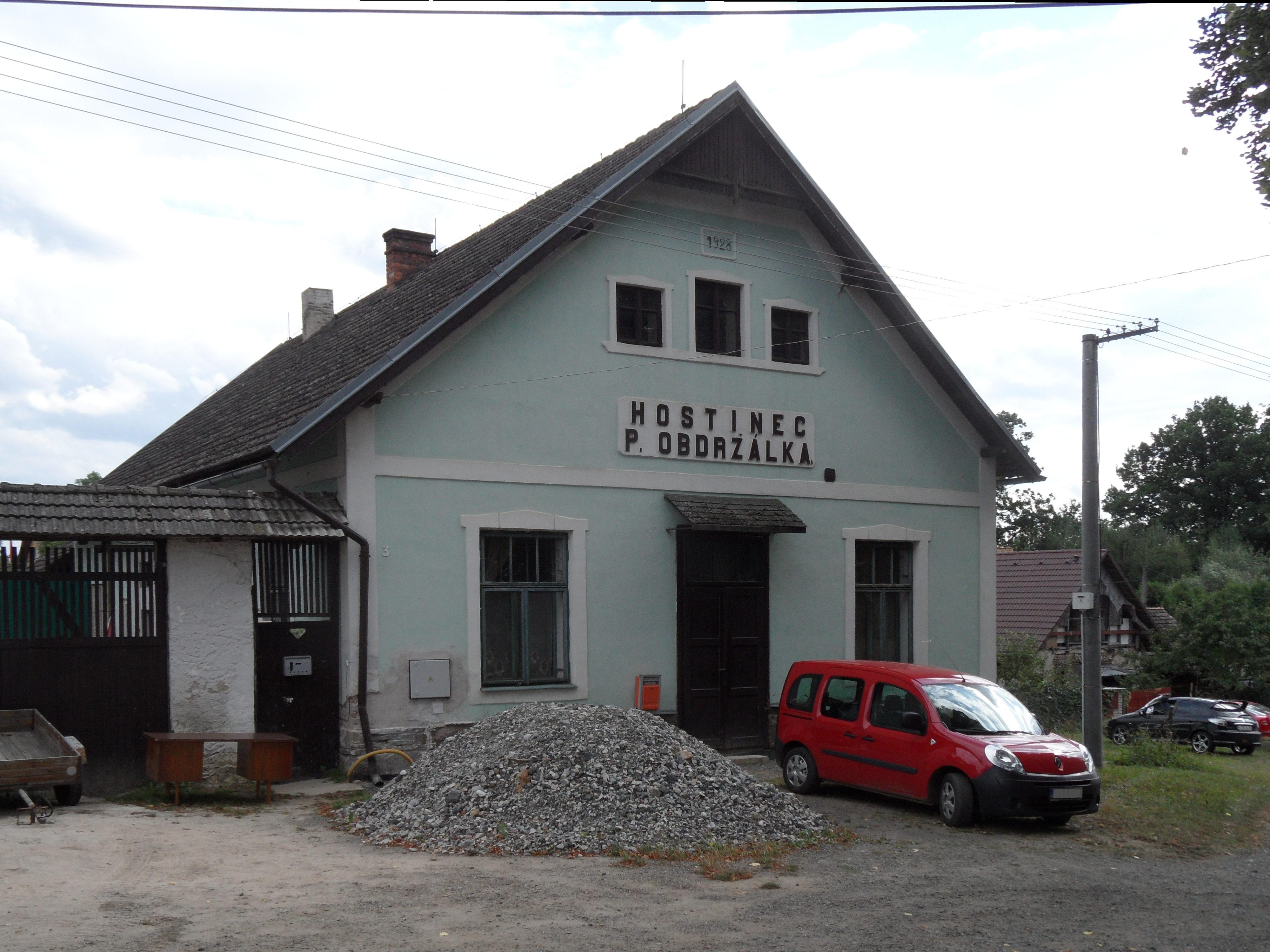
Hostinec p. Obdržálka
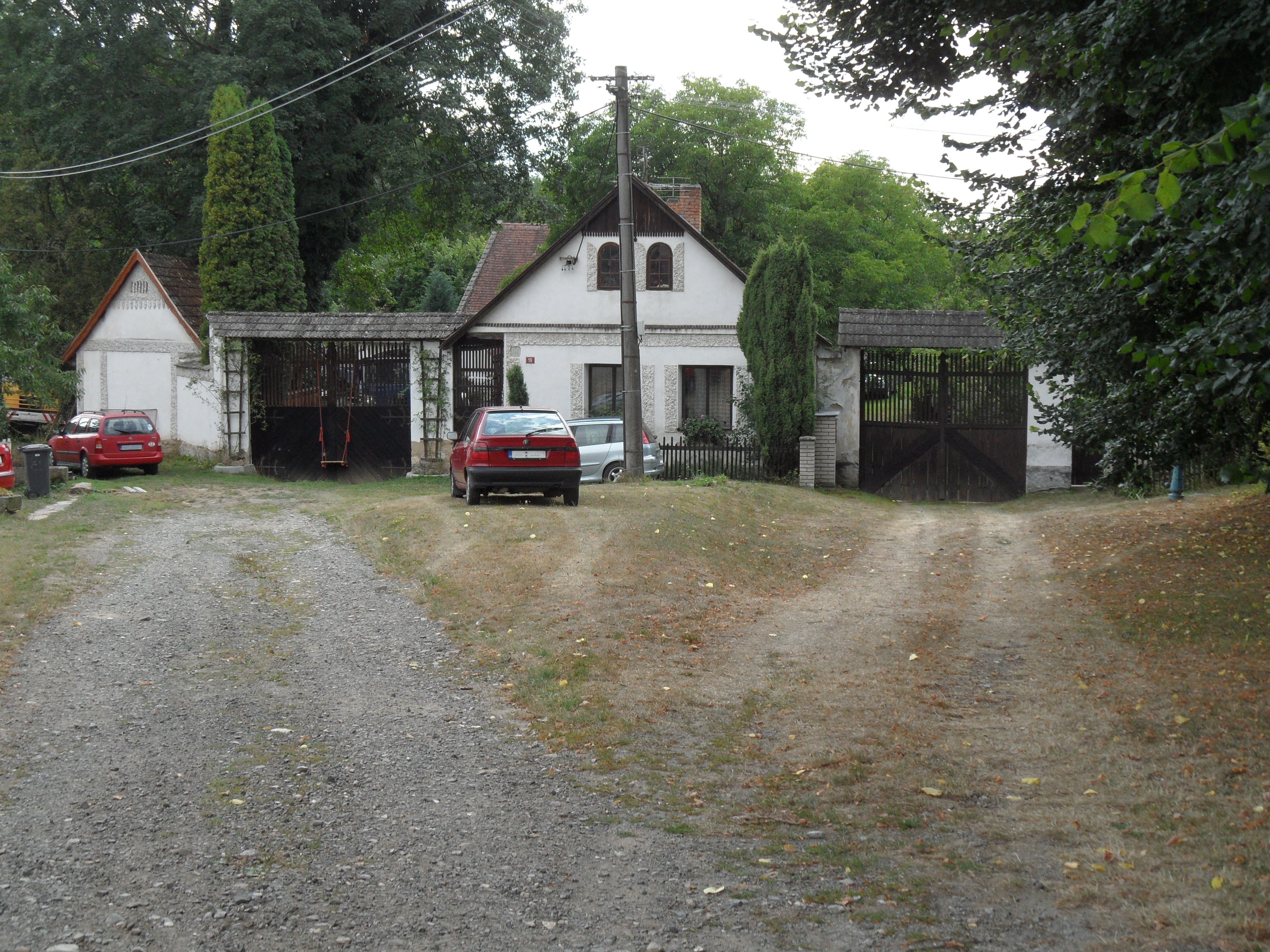
Dům s dvěma branami
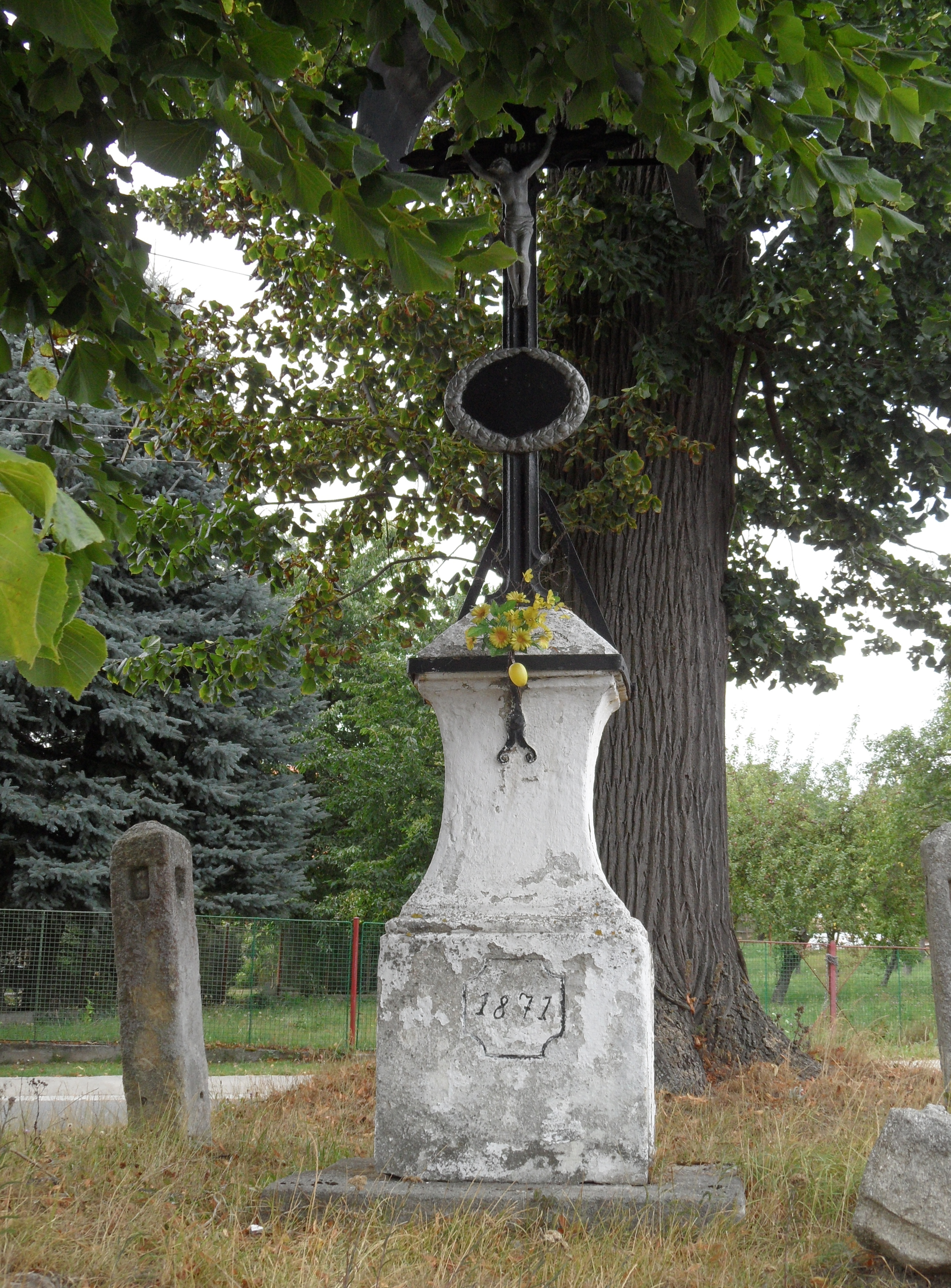
Křížek